# Apponyi György (politikus)
Gróf Apponyi II. György Alexander (Éberhárd, Pozsony vármegye, 1898. június 30. – Saarbrücken, NSZK, 1970. augusztus 7.) politikus, országgyűlési képviselő, újságíró.

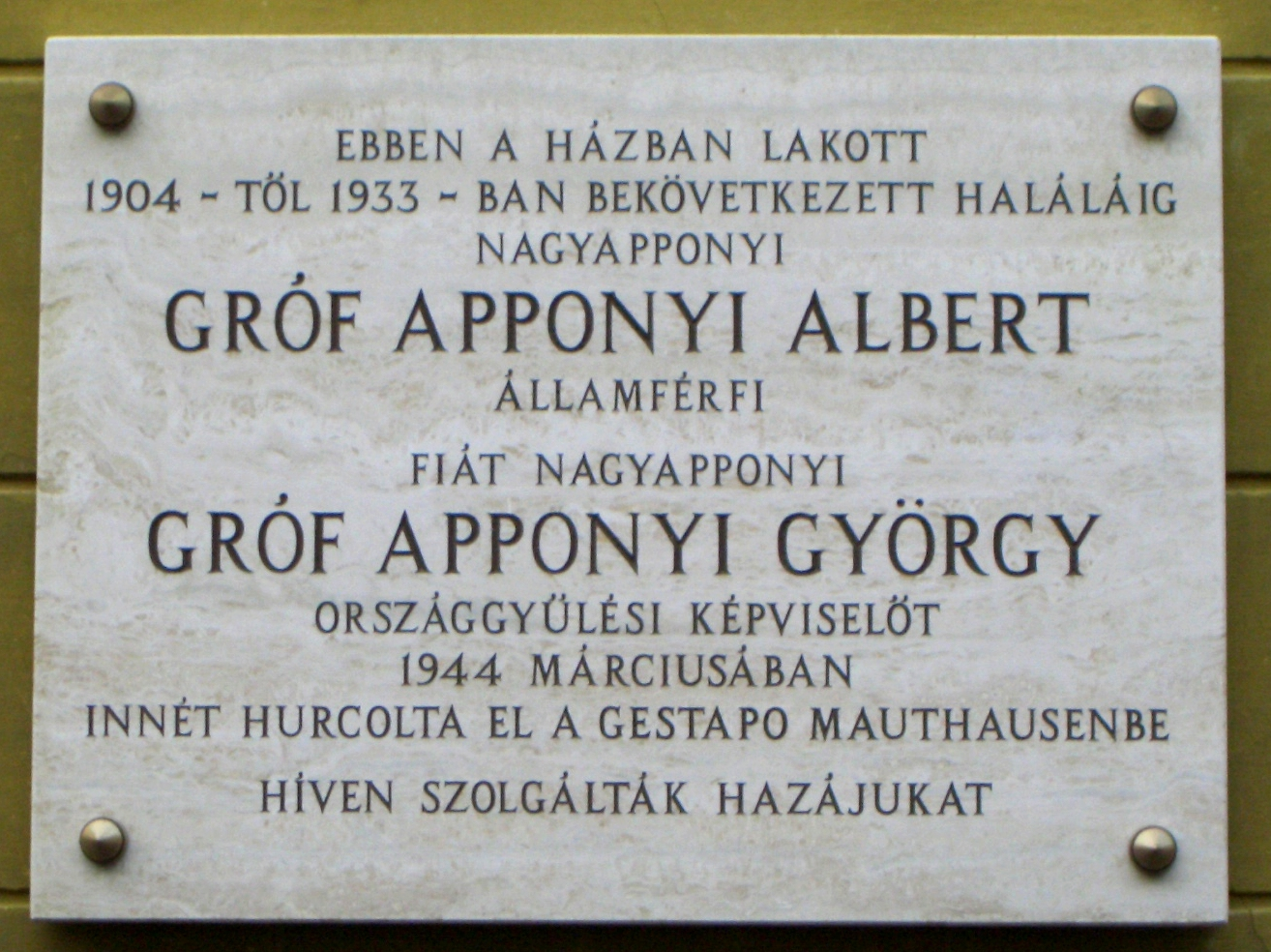
Emléktábla gróf Apponyi György emlékére, a volt Apponyi-palotán, a budai Várban

## Származása
Apponyi György unokája. Édesapja Apponyi Albert, (Bécs, 1846. május 29. – Genf, 1933. február 7.) édesanyja Mensdorff-Pouilly Klotild grófnő (1867. november 23. – 1942. szeptember 23.), testvérei:
- Mária Alexandrina (Éberhárd, 1899. május 29. – Salzburg, 1967. július 3.), házasság: Budapest, 1933. június 29. Karl de Rohan herceg (1898. január 9. – 1975. március 17.)
- Julianna (Budapest, 1903. november 9. – Párizs, 1994. január 17.), 1. férje: (1924) (elvált: 1934) Pálffy Ferenc gróf (1898. augusztus 30.); 2. férje: (1943) (elvált: 1947) Klobusiczky Elemér (Debrecen, 1899. augusztus 20. – Budapest, 1986. február 25.)

## Élete
Jogi tanulmányait a Budapesti Tudományegyetemen végezte, majd a Magyaróvári Magyar Királyi Gazdasági Akadémián szerzett oklevelet. Az első világháborúban hadnagy a román és az olasz hadszíntéren, 1920 nyaráig a nemzeti hadsereg összekötő tisztje az angol katonai missziónál. Leszerelése után birtokain gazdálkodott. A vasvári kerületben a Keresztény Gazdasági Párt programjával országgyűlési képviselő volt (1931–34). Belépett a Nemzeti Szabadelvű Pártba (1935), a budai választókerületben az egyesült ellenzéki pártok listavezetőjeként ismét országgyűlési képviselő (1935–39). Legitimista politikusként támadta Gömbös Gyula politikáját, állandó vezércikkírója volt az Esti Kurírnak, cikkeket írt a Pesti Hírlapba és az Újságba. A Budai Szabadelvű Kör elnöke, az Országos Magyar Gazdasági Egyesület (OMGE) igazgatósági választmányi tagja, a németbarát politika legitimista ellenzője, s a polgári jogegyenlőség híve volt. A Polgári Szabadság Párt listáján a budapesti I. kerület országgyűlési képviselője (1939–44). A Gestapo 1944 márciusában letartóztatta, és Mauthausenbe hurcolták. Kiszabadulása után nem tért vissza Magyarországra.

## Felesége, gyermekei
Felesége Odescalchi Margit (Tuzsér, 1903. december 8. – Kismarton, 1982. március 4.) volt, aki fiatalkorában azzal tűnt ki, hogy hajnalban kelt, és együtt dolgozott a parasztlányokkal. Esküvőjüket 1923. május 17-én, Budapesten tartották. 1934-ben elváltak. Két gyermekük született:
- Albert György Jenő Zoárd (Budapest, 1926. április 13. – Brüsszel, 1998. május 15.) Belgiumban újságíróként dolgozott.
- Éva Mária (Szurdokpüspöki, 1928. május 15. – Riegelsberg, 2015. augusztus 1.) Németországban élt. 1. férje (1946): Bertók Sándor (1923; elváltak 1952-ben); 2. férje (1953): Szabó Pál (Bánlak, 1919. szeptember 21.)